# Газис, Антимос
Антимос Газис (греч. Άνθιμος Γαζής; 1758, Милеэ — 28 ноября 1828, Сирос, Южные Эгейские острова) — выдающийся представитель новогреческого Просвещения, писатель и картограф, один из руководителей революционного общества Филики Этерия.

## Биография
Газис образование получил у себя на родине и Константинополе, где и был рукоположён в архимандриты. В 1796 году стал приходским священником православного храма греческой общины в Вене, Австрия .
С 1799 по 1812 гг. развил бурную писательскую и издательскую деятельность, издавая труды греческих и иностранных писателей в собственном переводе. Из них выделяются такие его труды как 5-томная «Греческая библиотека» (греч. Ελληνική Βιβλιοθήκη) (1807), которая включала биографии древних писателей, и 3-томный словарь древнегреческого (Λεξικό της Αρχαίας Ελληνικής) (1809—1816). В 1811 году  по совету Кораиса и учитывая, что в Австро-Венгерской империи тогда проживало 80 тысяч греческих семей (около 400 тысяч человек), Газис издал в Вене журнал «Просвещённый Гермес» (Ερμής ο Λόγιος), самое значительное греческое печатное издание до революции 1821 году, в котором он комментировал филологические события и европейские духовные течения. Газис возглавлял журнал до 1814 года, сам журнал продолжал издаваться до 1821 года, когда был закрыт австрийскими властями после отказа редакции опубликовать анафему патриарха Григория (Григорий V (Патриарх Константинопольский)) против Греческой революции.
Вклад Газиса в картографию был значительным. Самым важным его трудом был «Географическая таблица Греции» (Πίναξ Γεωγραφικός της Ελλάδος), которая была издана в Вене в 1800 году и считалась новым изданием карты Ригаса Ферреоса, несколько меньшего размера чем карта Ригаса (102 Χ 104 см). Сегодня карта Газиса одна из наиболее редких греческих карт, насчитывает всего 6 экземпляров, один из них находится в Центральной национальной библиотеке Италии во Флоренции.
Другая редкая карта Газиса «Атлас содержащий всеобщие географические таблицы земного шара» (Άτλας περιέχων καθολικούς γεωγραφικούς πίνακας της υδρογείου σφαίρας) была приобретена Национальной библиотекой Австралии.

## Общество друзей Муз (Вена)
Газис верил что только через духовное пробуждение закабалённых греков можно было прийти к революции и стремился поднять уровень образования на родине.
В 1813 году по инициативе А. Логотетиса и при косвенной британской поддержке, в малонаселённых тогда Афинах было создано «Общество друзей Муз» с интересами в области археологии, повышении культурного уровня населения и строительства школ. Газис был уполномочен Обществом представлять его в Германии.
В 1814 году Газис воспользовался наплывом высокопоставленных лиц в Вену, по причине Венского конгресса, встретился с Каподистрия, Иоанн и объявил ему о создании общества, чем вызвал интерес Каподистрии и императора Александра I. Затем вместе с епископом Венгрии и Валахии Игнатием, обеспечив поддержку Александра, его окружения и других дипломатов, Газис создал в Вене одноимённое общество, целью которого было помочь обществу в Афинах в издании книг древних авторов, в материальной поддержке бедных учеников, в раскопках и хранении древностей и в создании на Пелионе школы «подобной европейским академиям». Газис составил устав общества, который через Каподистрию получил одобрение Александра, после чего император стал первым членом общества со взносом в 200 голландских дукатов в год, а императрица подписалась под взносом в 100 дукатов в год.
Собранная сумма была разделена на 2 части: первая была послана обществу в Афины, вторая к созданию школы на Пелионе.
Общество в Афинах оставалось под британским влиянием, поскольку один из трёх его учредителей был консулом Британии, а общество в Вене под русским влиянием. Более того, греческий историк Т. Веремис придерживается мнения, что идея этого Общества принадлежит Каподистрии и была поддержана Александром, который не хотел уступить своё влияние на православных греков англичанам. Члены Афинского общества носили перстни с изображением совы, священной птицы древних Афин, а члены Венского общества, поскольку Газис был родом с Пелиона, носили перстень с изображением центавра Херона, учителя Ахиллеса.

## Филики Этерия
В ходе своей поездки с целью сбора денег для Общества и строительства школы на Пелионе, Газис прибыл в Одессу в июне 1816 года. Там его посетил Скуфас, Николаос,
раскрыл ему тайну существования секретного общества и предложил ему вступить в Филики Этерия. Газис ответил: "Вы молодые. Оставьте нас, постаревших, следовать дороге просвещения нации. Со всем, что Вы мне сказали, не соглашаюсь, но и не противлюсь.
Но Скуфасу всё же удалось убедить Газиса, который вступил в Общество и стал членом «Верховного Начала». В секретном коде Общества среди членов «Верховного Начала» Газис был обозначен как A.Z..
В 1817 году этеристы намеревались перенести свой штаб в Грецию, остановив свой выбор на Милиес. С этой целью в октябре 1817 года сюда прибыл Цакалоф, Атанасиос, где его встретил Газис, который в целом в этот период не проявлял особой активности в деле Общества. Газис отнёсся отрицательно к предложению, ссылаясь на близость подконтрольного туркам города Волос.
Однако когда в 1818 году этеристы задумали обратиться к Каподистрии, чтобы он возглавил Общество и зная об уважении, которое тот испытывал к Газису, Ксантос Эммануил отправился на Пелион. Оставив на хранение Газису часть архива Общества, Ксантос попросил у Газиса рекомендательное письмо для Каподистрии, которое тот ему и вручил.

## Греческая революция

Флаг, созданный Газисом для повстанцев Фессалии

Каподистрия отказался возглавить Общество и этеристы обратились к генералу русской армии и бывшему в своё время и адъютантом императора Ипсиланти.
После того как Этерия приняла решение начать восстание, Газис стал готовить военное ядро в своём регионе, посвятив в Общество военачальника К. Басдекиса.
1 мая 1821 года, когда православные греки праздновали Воскресение, Газис зачитал воззвание Ипсиланти и провозгласил революцию в Магнезии и во всей Фессалии, невзирая на протесты противников восстания.
7 мая в залив Пагаситикос вошла маленькая флотилия в составе 7 кораблей из восставших островов Идра и Спеце и близлежащего Триккери.
Повстанцы выступили из Мильес, направились к Волосу, убивая по пути турок. Турки Волоса заперлись в крепости города, при осаде которой был тяжело ранен Басдекис. Это событие и подоспевшие османские войска стали причиной того что противникам восстания удалось его свернуть. При этом было совершено покушение на жизнь Газиса, чудом избежавшего смерти, после чего Газис был вынужден бежать в Пелопоннес.
Здесь Газис, представляя Фессалию, принял участие в Первом национальном собрании, Эпидавр,
во Втором национальном собрании и Третьем национальном собрании
 .
Впоследствии Газис возглавил школы на островах Тинос и Сирос, на последнем он и умер в 1828 г. в возрасте 70 лет.

## Труды

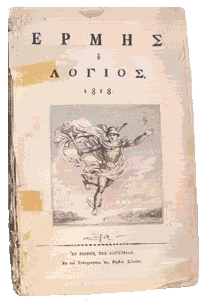
Обложка журнала Просвещённый Гермес 1818 г.

- Граматика философских наук Бенжамина Мартена , Вена, 1799
- Атлас содержащий всеобщие географические таблицы земного шара , Вена, 1800
- Carte de la Grece или Географическая Таблица Греции , 1800 (βλ. http://issuu.com/pinax.gazis/docs/gazis20100710versionb)
- Географическая Таблица Греции , 1807
- Географическая Таблица Азии , 1807
- Географическая Таблица Америки , 1807
- Географическая Таблица Африки , 1807
- Άνθιμος Γαζής. Βιβλιοθήκης Ελληνικής βιβλία δύο, Τόμος Α' : Περιέχοντα κατά χρονικήν πρόοδον τας περί των εξόχων Ελλήνων Συγγραφέων βεβαιωτέρας ειδήσεις / Συνερανισθέντα εκ παλαιών και νεωτέρων Κριτικών, και εκδοθέντα υπό Ανθίμου Γαζή του Μηλιώτου (греч.). — Εν Βενετία: Εκ της Τυπογραφίας Πάνου Θεοδοσίου του εξ Ιωαννίνων, 1807.
- Άνθιμος Γαζής. Βιβλιοθήκης Ελληνικής βιβλία δύο, Τόμος Β' : Περιέχοντα κατά χρονικήν πρόοδον τας περί των εξόχων Ελλήνων Συγγραφέων βεβαιωτέρας ειδήσεις / Συνερανισθέντα εκ παλαιών και νεωτέρων Κριτικών, και εκδοθέντα υπό Ανθίμου Γαζή του Μηλιώτου (греч.). — Εν Βενετία: Εκ της Τυπογραφίας Πάνου Θεοδοσίου του εξ Ιωαννίνων, 1807.
- Λεξικόν Ελληνικόν, Α΄ τόμος, Βενετία, 1809
- Греческий словарь , II том , 1812
- Магнисия, 1814
- Греческий словарь , III том , 1816

## Редакция и издания следующих работ
- Αδολεσχία Φιλόθεος του Ευγένιου Βούλγαρη, Вена, 1801
- Εις δόξαν Πατρός, Υιού και Αγ. Πνεύματος, του ενός Θεού, Вена, 1801
- Логика Кодияка, в переводе Δ.Φιλιππίδη, Вена, 1801
- Εγχειρίδιον συμβουλευτικόν περί φυλακής των πέντε αισθήσεων του Νικόδημου Αγιορείτου, Вена, 1801
- Химическая философия Фуркруа, в переводе Ηλιάδη Θεοδόσιου, Вена, 1802
- Однотомник Астрономии Лаланда, перевод Δανιήλ Φιλιππίδη, Вена, 1802
- Синопсис конических сечений Гвидона Гранда, перевод Гερμανού Σπαρμιώτη, Вена, 1802
- Ακολουθία των μαρτύρων Μανουήλ, Σαβέλ και Ισμαήλ, Βιέννη, 1803
- Аналитический обзор конических сечений Кайле, перевод Κωνσταντίνου Κούμα, Вена, 1803
- География, Николаос Теотокис, Вена, 1804
- История Карла XII, короля Швеции, Вольтер, перевод Κ. Τζιγαρά, Вена, 1806
- География, Мелетий Митрос, Венеция, 1807